# 中国国民党中央评议委员会
中國國民黨中央評議委員，簡稱“中評委”，是中國國民黨的最高評議單位。中央評議委員以會議方式行使職權，每年舉行一次中央評議委員會議（簡稱「中評會」），由中央評議委員會議主席團主席主持。中評委屬榮譽職。

## 職權
根據《中國國民黨黨章》第二十四條：
中央置評議委員若干人，經總裁聘任者繼續連任，餘由本黨主席聘請，提經全國代表大會通過或追認之，其職權如下：
一、關於黨政重要興革之評議及建議事項。
二、關於本黨黨員之政治言行是否合於本黨主義、政策綱領之監察事項。
三、關於重大紀律案件之監察事項。
四、本黨主席諮商事項。
五、黨務經費之監督事項。
中央評議委員以會議方式行使職權；其決議事項由本黨主席交中央委員會處理之。
中央評議委員會議，置主席團主席若干人，主持會議，其人選由本黨主席提出，經全國代表大會通過之。
中央評議委員會議規程由中央委員會定之。

## 历史
1945年中國國民黨第六次全國代表大會，首次设立中央评议委员会，委员29人，主任龙云。
1950年7月22日，中國國民黨總裁蒋中正主持中國国民党中央常務委員会临时会议，讨论通过《本党改造运动纲要》及《本党改造之措施及其程序》。中国国民党改造方案的主要措施之一即为“设中央评议委员会若干人，对党的改造负监督与监察之责，由总裁聘任之”。由总裁指定聘任了中央评议委员会委员（“中评委”）吴敬恒、居正、于右任、钮永键、丁惟汾、邹鲁、王宠惠、阎锡山、吴忠信、张群、李文范、吴铁城、何应钦、白崇禧、陈济棠、马超俊、陈果夫、朱家骅、张厉生、刘健群、王世杰、董显光、吴国桢、章嘉、张默君等25人；后又增加新来台的何成濬、钱公来、时子周、萧同兹4人。
根据《中国国民党中央评议委员会议规程》，中央评议委员会议，每年举行一次，由中国国民党主席召集之；必要时，得召开临时会议。
1952年七全大会、1957年八全大会、1963年九全大会、1969年十全大会、1976年十一全大会、1981年十二全大会，中央评议委员会委员人数逐渐递增，分别为48人、75人、144人、153人、161人、227人。
2020年江啟臣黨主席時期，中央評議委員主席團主席有82名、中央評議委員達975名，共1157名。